# Basutoland Progressive Association
Die Basutoland Progressive Association (Sesotho: Kopano ea Tsoele-pele; deutsch etwa: „Fortschrittliche Vereinigung von Basutoland“ bzw. „Fortschrittliche Vereinigung“) war die erste politische Gruppierung in Basutoland, dem heutigen Lesotho. Sie wurde 1907 gegründet.

## Geschichte
Am 28. November 1907 gründeten Lehrer, Prediger, Schriftsteller, Händler und einheimische Angestellte der Kolonialverwaltung die Basutoland Progressive Association. Sie wurden auch bahlalefi (Sesotho; deutsch etwa: „Die Gebildeten“) genannt. Zu den Gründern gehörten der erste Präsident Reverend Cranmer Sebeta und der Schriftsteller Thomas Mofolo. Die meisten BPA-Mitglieder waren der Société des Missions Evangéliques de Paris verbunden. Das Ziel war die Durchsetzung von Reformen, die die BPA-Mitglieder den barena nicht zutrauten. Im 1908 beschlossenen Programm wurde wirtschaftlicher und politischer Fortschritt durch Maßnahmen in der Landwirtschaft, bei der Förderung kleiner Betriebe und im Bildungswesen gefordert. Zur Durchsetzung der Reformen wurde ein größeres Mitspracherecht der Bürger verlangt.
Die Mitglieder wurden gelegentlich als „Black Englishmen“ („Schwarze Engländer“) bezeichnet, da sie Elemente der britischen Politik übernehmen wollten. Sie unterstützten jedoch auch das traditionelle Herrschaftssystem der Basotho. Rückhalt erhielt die BPA von Phuthi im Süden des Landes, die gegen den morena Griffith Lerotholi opponierten. 1914 erhielt die BPA einen permanenten Sitz im Basutoland National Council. Der Schriftsteller Z. D. Mangoaela war 1935 bis 1960 Mitglied im BNC. 1916 veröffentlichte die BPA mehrere Presseartikel, die Korruption und Missbrauch in traditionellen Gerichten anklagten. Der britische Resident Commissioner verschärfte daraufhin das Presserecht und drohte Strafen bei übler Nachrede an. Anfang der 1920er Jahre hatte die BPA mit knapp tausend die höchste Mitgliederzahl. 1921 oder 1922 veranstaltete die BPA in Morija eine Demonstration gegen die Politik der barena. Morena e moholo Griffith Lerotholi lud die BPA daraufhin ein, um sie vor einer Menschenmenge anzuklagen, stattdessen sympathisierte jedoch die Menge mit den BPA-Vertretern. Nach der Demonstration durfte die BPA auf Weisung der Kolonialverwaltung nur noch in den Distrikthauptstädten aktiv sein. Die Rolle der barena sah die BPA nicht immer negativ. So waren von 1923 bis 1924 vier BPA-Mitglieder Mitglieder des obersten Gerichts der Basotho in Matsieng.
Die BPA agierte gegen Rassendiskriminierung und den möglichen Anschluss Basutolands an die Südafrikanische Union. 1913 schlug sie vor, den 12. März als Moshoeshoe’s Day zu feiern. Der 12. März 1868 war der Tag der Gründung Basutolands als britische Kolonie. Der Feiertag wird bis heute gefeiert, allerdings wurde er in den 1990er Jahren auf den 11. März verlegt, den Todestag Moshoeshoes.
In den 1950er Jahren entstanden die ersten Parteien in Basutoland. Die BPA verlor rasch an Bedeutung. 1960 konnte sie bei der ersten Parlamentswahl keinen Sitz erringen und löste sich auf.

## Präsidenten
- 1907–1912: Cranmer Sebeta
- 1914–1920: Abraham Moletsane
- 1921–1924: Z. D. Mangoaela
- 1928: Simon Phamotse
- 1935–?: Z. D. Mangoaela[3]